# Bede-Fazekas Csaba
Bede-Fazekas Csaba (Sellye, 1933. december 25. –) Kossuth-díjas magyar operaénekes (bariton), színész, érdemes és kiváló művész, a Győri Nemzeti Színház, és a Halhatatlanok Társulatának örökös tagja.

## Életpályája
Középiskolai tanulmányait a budapesti Mezőgazdasági Szakközépiskolában végezte. Zenekonzervatóriumot végzett, majd Ascher Oszkárnál színészetet tanult 1963 és 1965 között. 1963-ban az Állami Déryné Színházhoz szerződött. 1968-tól 1974-ig a győri Kisfaludy Színház tagja volt. Egy évadot játszott a debreceni Csokonai Színházban, 1975-ben pedig a győri színház magánénekese lett. Vendégművészként fellépett a Magyar Állami Operaházban, a Miskolci Nemzeti Színházban, a Szegedi Nemzeti Színházban és a Szegedi Szabadtéri Játékokon. 2013 óta a Magyar Művészeti Akadémia tagja.
Gyermekei: Bede-Fazekas Annamária és Bede-Fazekas Szabolcs színészek, Bede-Fazekas Lóránt jogász és Bede-Fazekas Máté, a New York University film és média szakán végzett.

## Színpadi szerepei
Állami Déryné Színház
- Kacsóh Pongrác–Heltai Jenő: János vitéz....Bagó
- Johann Strauss: A cigánybáró....Gróf Mercy, tábornok
- Ábrahám Pál: Bál a Savoyban....Archibald, komornyik

Győri Nemzeti Színház
- Kszel Attila: Tűzön-vízen át - Arany György, a költő édesapja
- Dér András: Mindenkinek mindene - Szécheny püspök
- Lionel Bart: Oliver! - Mr. Brownlow, idősebb úr, gazdag és kifinomult
- Szente Vajk - Galambos Attila - Juhász Levente: Puskás, a musical - Riporter
- Mark Twain: Tom Sawyer kalandjai - Muff Potter
- Jávori Ferenc Fegya - Miklós Tibor - Kállai István - Böhm György: Menyasszonytánc - Pap
- Kszel Attila: Róma réme - Leó pápa
- David Seidler: A király beszéde - V. György király
- Huszka Jenő- Bakonyi Károly- Martos Ferenc: Bob herceg- Tom apó
- John Steinbeck: Egerek és emberek- Candy
- Kszel Attila: Mágusok és varázslók - Merlin
- Kszel Attila: Koldus és királylány - Bandi atya, egykori pap, Liza tanítója
- Georges feydeau: Bolha a fülbe - Baptistin
- Kszel Attila: Szemben a nappal - Őszentsége
- Shakespeare: Makrancos Kata - Gremio, gazdag öregember, Bianca kérője
- Kszel Attila: Arany - Arany György, Arany János édesapja
- Verdi-Piave: Traviata - Germont György
- Molnár Ferenc: A Pál utcai fiúk - Nemecsek apja
- Beatles.hu
- Kodály Zoltán: Háry János - Marci bácsi
- Lev Tolsztoj: Anna Karenina - Pap
- Kszel Attila: Az ember komédiája - Az öreg
- Mozart: A varázsfuvola - Öreg pap
- Gogol: A revizor - Bobcsinszkij, birtokos
- Egressy Zoltán: Június - Idős úr
- Verdi: Rigoletto - Monterone gróf
- Arthur Miller: Salemi boszorkányok - Giles Corey
- Bródy Sándor: A tanítónő - Öreg Nagy István
- Hétre ma várom a Győri Nemzetinél
- Kacsóh- Heltai- Bakonyi: János vitéz - Bagó
- Kszel Attila: Hetedhét - Mesélő
- Bizet: Carmen - Morales, tizedes
- Barabás-Gádor-Kerekes-Darvas: Állami áruház - Glauziusz főkönyvelő
- Győri Balett - Cauwenbergh: Rózsaszínház - Jef
- Mozart: Don Giovanni - Kormányzó
- Tolcsvay-Müller-Müller: Mária evangéliuma - Gáspár
- Kálmán Imre: Csárdáskirálynő - Ferdinánd főherceg
- Offenbach: Hoffmann meséi - Lindorf, Coppelius, Miracle, Dappertutto
- Erkel Ferenc: Hunyadi László - Gara Miklós, nádor
- Oscar Friedmann–Fritz Lunzer–Bela Jenbach: Diadalmas asszony....Péter cár
- Siposhegyi Péter: Szevasz, tavasz!....Király Ottó
- Friedrich Schiller: Don Carlos....Posa márki
- Jacobi Viktor: Leányvásár....Harrison
- Verdi: Nabucco....Nabucco
- Kálmán Imre: Csárdáskirálynő....Kerekes Ferkó
- Brandon Thomas: Charley nénje....Sir Francis Topplebee
- Verdi. Traviáta....Germont György
- Ábrahám Pál: Viktória....John Webster, nagykövet
- Puccini: Tosca....Báró Carpia, rendőrfőnök
- Móricz Zsigmond–Kocsák Tibor: Légy jó mindhalálig....Pósalaki
- Verdi: Álarcosbál....Renato
- Yeston: Grand Hotel....Dr. Otternschlag ezredes
- Puccini: Gianni Schicchi....Gianni Schicchi
- Stein–Bock: Hegedűs a háztetőn....Tevje
- Puccini: A köpeny....Marcel, a bárka gazdája
- Anthony Marriott–Alistair Foot: Csak semmi szexet kérem, angolok vagyunk!....Leslie Bromhead, bankigazgató
- Puccini: Pillangókisasszony....Sharpless
- Stendhal: Vörös és fekete....De la Mole márki
- Nino Rota: A florentin kalap....Beapertuis
- Dale Wasserman: La Mancha lovagja....Don Quijote
- Loewe–Lerner: My Fair Lady....Pickering ezredes
- Georges Bizet: Carmen....Escamillo, bikaviador
- Verdi: Trubadúr....Luna gróf
- Lehár Ferenc: A víg özvegy....Zéta Mirkó
- Johann Strauss: A Denevér....Falke
- Kálmán Imre: A cigányprímás....36. Rácz Pali, a cigányprímás
- Pietro Mascagni: Parasztbecsület....Alfio
- Leoncavallo: Bajazzók....Tonio, a bamba
- Lehár Ferenc: A mosoly országa....Csang
- Puccini: Bohémélet....Marcel
- Ránki György: Holdbéli csónakos....Vitéz László
- Rossini: A sevillai borbély....Figaro
- Ránki György: Végelszámolás....Dr. Bártfai Dénes
- Mikszáth Kálmán: A Noszty fiú esete Tóth Marival....Tóth Mihály
- Kodály Zoltán: Háry János....Háry János
- Kacsóh Pongrác: János vitéz....Bagó
- Verdi: Rigoletto....Rigoletto
- Erkel Ferenc: Bánk bán....Tiborc

Csokonai Nemzeti Színház
- Erkel Ferenc: Bánk bán - II. Endre
- Delibes: Lakmé....Frederic
- Csurka István: Az idő vasfoga....Kenéz
- William Shakespeare: Antonius és Cleopatra....Dolabella
- Huszka Jenő: Gül Baba....Gábor diák

Miskolci Nemzeti Színház
- Erkel Ferenc: Bánk bán....Tiborc
- Verdi: Traviata....Georges Germont
- Mozart: Varázsfuvola....Öreg pap
- Puccini: Tosca - Scarpia
- Verdi: Rigoletto - Rigoletto

Magyar Állami Operaház
- Verdi: Rigoletto....Rigoletto
- Puccini: Pillangókisasszony - Sharpless
- Erkel Ferenc: Bánk bán - Tiborc
- Verdi: Traviata - Gerorges Germont
- Mozart: Varázsfuvola - Öreg pap

## Díjai
- Várady-díj (1985)
- Megyei Művészeti Díj (1989)
- Érdemes művész (1989)
- Szent László-díj (1990)
- Győr Kultúrájáért (1992)
- Szent István-díj (1995)
- Győri Nemzeti Színház örökös tagja (1998)
- Győr díszpolgára (2002)
- Dömötör-díj (2002)
- Kormos István-díj (2004)
- Győr Művészetéért (2007)
- A Magyar Köztársasági Érdemrend tisztikeresztje (2009)
- Kiváló művész (2011)
- Életműdíj - Musica Hungarica Kiadó (2013)
- Kisalföld-életműdíj (2014)
- Kossuth-díj (2015)
- TAPS-díj (2017)
- Örökös tag a Halhatatlanok Társulatában (2021)